# Saint-Bonnot
Pour les articles homonymes, voir Bonnot.
Saint-Bonnot est une commune française située dans le département de la Nièvre, en région Bourgogne-Franche-Comté.

## Géographie
Saint-Bonnot est une commune située dans le département de la Nièvre, dans l’arrondissement de Cosne-Cours-sur-Loire. La superficie de la commune est de 1 614 hectares. Son altitude varie entre 247 et 332 mètres. Elle compte 138 habitants en 2017.
Le village est implanté dans le quart nord-ouest de la Nièvre, à environ 37 km de Nevers (par la route). Il est situé à 9 km de Prémery et à 40 km au sud-est de Cosne-Cours-sur-Loire, son chef-lieu d'arrondissement. Il est traversé par la D 540.
Le sous-sol est essentiellement composé de roches calcaires, marnes et gypses.

### Villages, hameaux, lieux-dits, écarts
Charbonnerie (la), Charronnerie (la), Chaumes (les), Guyots (les), Queue-de-Rosay (la), Thibaudats (les) et Vénerie (la).

### Climat
Pour des articles plus généraux, voir Climat de la Bourgogne-Franche-Comté et Climat de la Nièvre.
En 2010, le climat de la commune est de type climat océanique dégradé des plaines du Centre et du Nord, selon une étude du Centre national de la recherche scientifique s'appuyant sur une série de données couvrant la période 1971-2000. En 2020, Météo-France publie une typologie des climats de la France métropolitaine dans laquelle la commune est exposée à un climat océanique altéré et est dans la région climatique  Centre et contreforts nord du Massif Central, caractérisée par un air sec en été et un bon ensoleillement. 
Pour la période 1971-2000, la température annuelle moyenne est de 10,8 °C, avec une amplitude thermique annuelle de 15,9 °C. Le cumul annuel moyen de précipitations est de 919 mm, avec 12,7 jours de précipitations en janvier et 8,3 jours en juillet. Pour la période 1991-2020, la température moyenne annuelle observée sur la station météorologique de Météo-France la plus proche, « Premery », sur la commune de Prémery à 7 km à vol d'oiseau, est de 11,1 °C et le cumul annuel moyen de précipitations est de 911,1 mm. 
La température maximale relevée sur cette station est de 40,5 °C, atteinte le 11 août 2003 ; la température minimale est de −15,1 °C, atteinte le 26 janvier 2007,,. 
Les paramètres climatiques de la commune ont été estimés pour le milieu du siècle (2041-2070) selon différents scénarios d'émission de gaz à effet de serre à partir des nouvelles projections climatiques de référence DRIAS-2020. Ils sont consultables sur un site dédié publié par Météo-France en novembre 2022.

## Urbanisme

### Typologie
Au 1er janvier 2024, Saint-Bonnot est catégorisée commune rurale à habitat très dispersé, selon la nouvelle grille communale de densité à sept niveaux définie par l'Insee en 2022.
Elle est située hors unité urbaine. Par ailleurs la commune fait partie de l'aire d'attraction de Nevers, dont elle est une commune de la couronne,. Cette aire, qui regroupe 93 communes, est catégorisée dans les aires de 50 000 à moins de 200 000 habitants,.

### Occupation des sols
L'occupation des sols de la commune, telle qu'elle ressort de la base de données européenne d’occupation biophysique des sols Corine Land Cover (CLC), est marquée par l'importance des forêts et milieux semi-naturels (78,6 % en 2018), une proportion identique à celle de 1990 (78,6 %). La répartition détaillée en 2018 est la suivante : forêts (65,2 %), prairies (15,5 %), milieux à végétation arbustive et/ou herbacée (13,4 %), terres arables (5,9 %). L'évolution de l’occupation des sols de la commune et de ses infrastructures peut être observée sur les différentes représentations cartographiques du territoire : la carte de Cassini (XVIIIe siècle), la carte d'état-major (1820-1866) et les cartes ou photos aériennes de l'IGN pour la période actuelle (1950 à aujourd'hui).

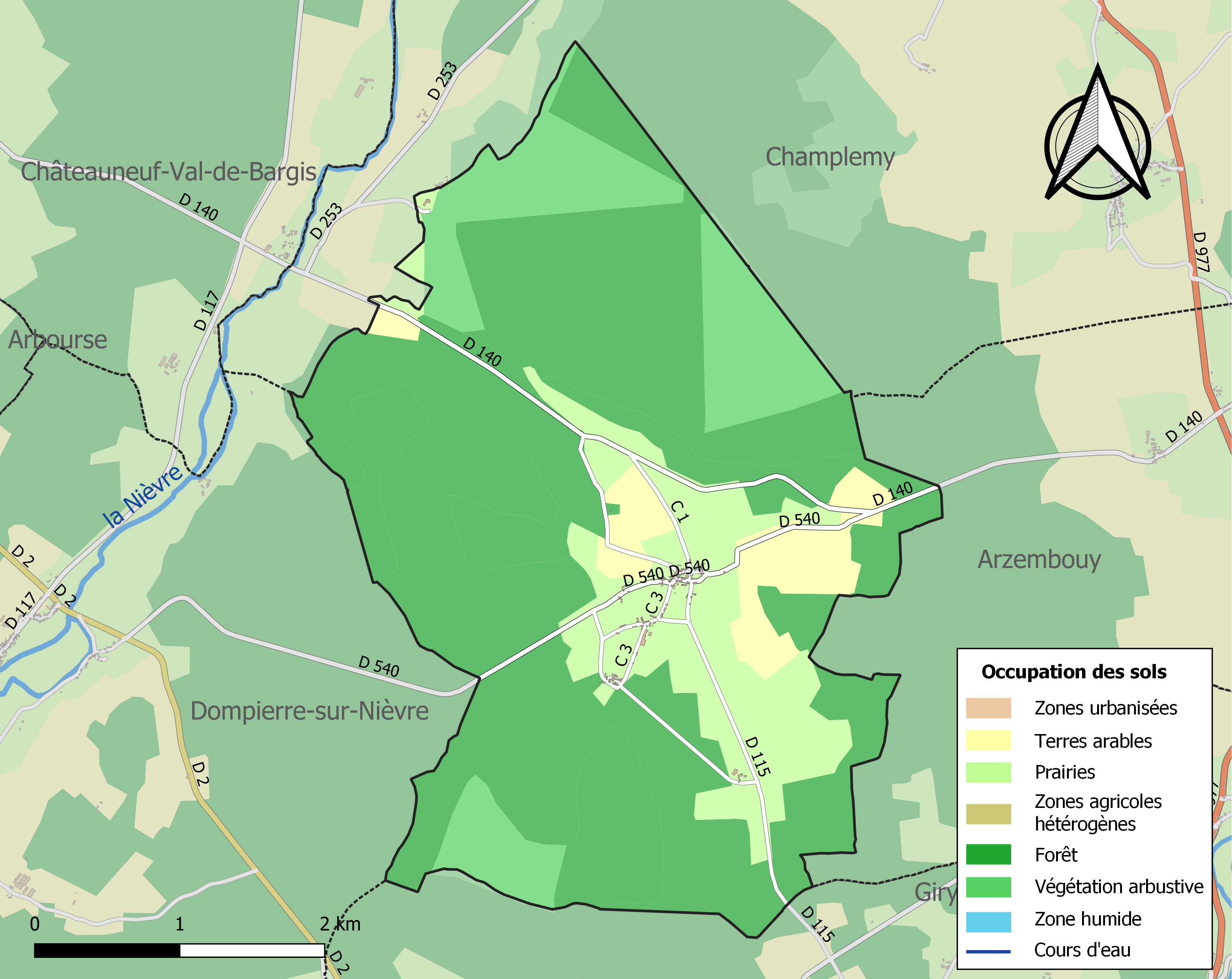
Carte des infrastructures et de l'occupation des sols de la commune en 2018 (CLC).

## Toponymie
Le nom de Saint-Bonnot évoquerait la mémoire de l’homme d’église Bonitus, évêque de Clermont au VIIe siècle.
On relève les occurrences suivantes du nom de la commune : Sanctus-Bonetus (1287), Sanctus-Bonitus (1478) et Saint-Bonnot-les-Forges (1715).

## Histoire
En 1211, le comte Hervé IV de Donzy reconnaît que la justice haute, moyenne et basse dans les villages de Dompierre-sur-Nièvre et Saint-Bonnot appartient désormais aux religieux de La Charité.
La première mention connue du nom de la commune remonte à 1287 : Sanctus-Bonetus.
Au Moyen Âge serait apparue, dans un arbre de la forêt, la statue d’une Vierge qu’on aurait essayé vainement de descendre de son arbre. On construisit alors une chapelle à proximité, Notre-Dame-du-Charme. Un pèlerinage y est encore organisé de nos jours, le 8 septembre.
En 1765, les 24 et 25 juin, une attaque de loup est signalée dans les villages de Giry et de Saint-Bonnot. Plusieurs bœufs, vaches, juments et chiens meurent de la rage. Cinq habitants sont également mordus par l’animal. Un médecin est envoyé sur place plus de deux mois après les faits. Dans l’intervalle, quatre blessés sont morts, respectivement 30, 42, 53 et 57 jours après l’attaque. À l’arrivée de l’homme de l’art, il ne reste donc qu’un survivant, auquel le médecin prescrit de « fréquentes frictions mercurielles »...
En 1833, le 4 décembre, le fils d’un laboureur de la Queue-en-Rosay est attaqué par un loup enragé près de la maison familiale ; deux semaines plus tard, il est atteint à son tour de la rage ; son père, qui décide alors de l’étouffer, sera jugé, et acquitté, par la cour d’assise de la Nièvre.
En 1906, le nombre d'habitants de Saint-Bonnot, qui compte 117 maisons, s'élève à 323 individus. La commune compte un instituteur public, un curé, un garde champêtre, un « garde-propriétaire » et deux cantonniers. Il n’y a que cinq commerçants : 2 aubergistes, 2 épiciers et 1 cafetier. Les artisans sont plus nombreux : 10 couturières, 4 tailleurs de pierre, 3 maçons, 3 sabotiers,  2 maréchaux-ferrants, 2 rouliers, 1 charron, 1 charpentier, 1 tourneur et 1 cordonnier. La catégorie socioprofessionnelle la plus représentée est celle des cultivateurs (36 individus, dont 26 sont propriétaires), suivie par les bûcherons (17), les charbonniers (7), les domestiques (6) et les journaliers (6). On recense également dans la commune 1 fermier et 1 « revendeur ». Certains habitants exercent deux activités : l’un des maréchaux-ferrants, par exemple, est également épicier. Au total, on relève à Saint-Bonnot 28 professions différentes. On n’y trouve, selon le recensement de 1906, ni médecin ni notaire ni sage-femme. Il n’y a aucun étranger dans la commune. Comme c’est souvent le cas dans la Nièvre, plusieurs familles du village accueillent un « petit Paris » : il y a 44 « assistés de la Seine » à Saint-Bonnot en 1906, qui composent donc près de 14 % de la population.
En 1912, on trouve à Saint-Bonnot une Société scolaire et post-scolaire de tir, qui est un organisme de préparation militaire.
En 1928 a lieu l’inhumation au cimetière communal d’une infirmière de l’hôpital Necker, dont le décès consécutif à un accident du travail provoque une vive émotion.

### Curés
- Gilles Le Curé (1695)[26], Jean Boidot (1852)[27], Étienne Bridet (1906).

### Instituteur
- Antoine Gonin (1906).

### Seigneur
- Prieur de La Charité (1687).

## Politique et administration
| Période                                  | Période        | Identité              | Étiquette | Qualité   |
| ---------------------------------------- | -------------- | --------------------- | --------- | --------- |
| avant 1981                               | ?              | René Gerry            | DVG       |           |
| mars 2001                                | septembre 2022 | Michel Didier-Die     |           | Retraité  |
| décembre 2022                            | en cours       | Marie-Hélène Tréfouel |           | Retraitée |
| Les données manquantes sont à compléter. |                |                       |           |           |

## Démographie
L'évolution du nombre d'habitants est connue à travers les recensements de la population effectués dans la commune depuis 1793. Pour les communes de moins de 10 000 habitants, une enquête de recensement portant sur toute la population est réalisée tous les cinq ans, les populations de référence des années intermédiaires étant quant à elles estimées par interpolation ou extrapolation. Pour la commune, le premier recensement exhaustif entrant dans le cadre du nouveau dispositif a été réalisé en 2008.

En 2022, la commune comptait 149 habitants, en évolution de +12,88 % par rapport à 2016 (Nièvre : −3,28 %, France hors Mayotte : +2,11 %).
| 1793 | 1800 | 1806 | 1821 | 1831 | 1836 | 1841 | 1846 | 1851 |
| ---- | ---- | ---- | ---- | ---- | ---- | ---- | ---- | ---- |
| 291  | 282  | 274  | 360  | 341  | 305  | 324  | 358  | 383  |

| 1856 | 1861 | 1866 | 1872 | 1876 | 1881 | 1886 | 1891 | 1896 |
| ---- | ---- | ---- | ---- | ---- | ---- | ---- | ---- | ---- |
| 407  | 394  | 430  | 376  | 364  | 381  | 348  | 366  | 352  |

| 1901 | 1906 | 1911 | 1921 | 1926 | 1931 | 1936 | 1946 | 1954 |
| ---- | ---- | ---- | ---- | ---- | ---- | ---- | ---- | ---- |
| 321  | 329  | 301  | 218  | 202  | 202  | 160  | 193  | 145  |

| 1962 | 1968 | 1975 | 1982 | 1990 | 1999 | 2006 | 2008 | 2013 |
| ---- | ---- | ---- | ---- | ---- | ---- | ---- | ---- | ---- |
| 148  | 128  | 142  | 106  | 74   | 76   | 117  | 129  | 122  |

| 2018 | 2022 | - | - | - | - | - | - | - |
| ---- | ---- | - | - | - | - | - | - | - |
| 145  | 149  | - | - | - | - | - | - | - |

## Culture locale et patrimoine

### Lieux et monuments
- Église Notre-Dame-de-l'Assomption, inscrite à l'inventaire supplémentaire des Monuments historiques.
- Chapelle de Notre-Dame-du-Charme.

### Personnalités liées à la commune
- Jacques Tréfouël, réalisateur de télévision et de cinéma.